# Vytautas Petkevičius
Vytautas Petkevičius (ejtsd: vitautasz petkevicsiusz) (Kaunas, 1930. május 28. – Vilnius, 2008. december 10.) litván író, politikai és közéleti személyiség.

## Élete
Általános és középiskolai tanulmányait 1937–1942 között Kaunasban végezte. Ezt követően beiratkozott a Kaunasi Egyetem Építészeti Karára. 1953-ban átkerült a Moszkvai Lomonoszov Egyetemre, ahol történelmet tanult. Moszkvai tanulmányait 1960-ban fejezte be.
1945-től tagja volt a Komszomolnak. Részt vett az 1953-ig az NKVD-val harcoló litván partizánok (erdei testvérek) mozgalma elleni fellépésben. 1951-ben a Szovjet Kommunista Párt (SZKP) tagja lett.
1952–1954 között középiskolában tanított. 1954–1958 között az Litván Kommunista Párt Radviliškiói kerületi bizottságban másodtitkár volt. 1968–1970 között a Litván Írószövetség tanácsadójaként dolgozott. 1988-ban támogatta a zöld mozgalmat, ami a litván tengerpart védelmét szorgalmazza a Kur-földnyelven létesített olajkutak jelentette veszélyekkel szemben.
1988-ban a Litván Reformmozgalom (Sajudis) tagjaként a Litván Legfelsőbb Tanács képviselőjévé választották. 1989-ben belépett a Litván Demokrata Munkapártba. 1998-ban a Litván Népi Unió tiszteletbeli tagja lett. 1992–1996 között a litván parlament (Szejm) képviselője volt.
Felesége Raisa, lánya Ludmila, fia Petras.

## Kreativitás
Kreatív írói útját 1950-ben kezdte, folyóiratokban közölt irodalmi művekkel. 1959-ben Litvánia csatlakozott az írók uniójához. Sok éven keresztül dolgozott tanácsadóként és a tanács titkáraként.
Több mint 30 könyv szerzője, melyeket 22 nyelvre fordítottak le. Számos gyermekeknek szóló könyvet is írt.

## Díjai
- Litvánia Közösségéért díj az irodalmi tevékenységéért
- Nemzeti díj az irodalmi és társadalmi tevékenységekért

## Bibliográfia

### Magyarul megjelent
- Mikasz Pupkusz, a nagy vadász; ford. Migray Emőd, ill. Sajdik Ferenc; Móra–Kárpáti, Bp.–Uzsgorod, 1980, ISBN 963-11-2108-9

Megjegyzés: a többi műve nem jelent meg magyarul, ezek címe csak hozzávetőleges!
- Külvárosi emberek: regény – Vilnius: Väga, 1959

- Öreg Makk kudarcai az országban: elbeszélés – Vilnius: Väga, 1960

- Mi kell a csörlőkhöz: regény – Vilnius: Väga, 1963

- A kenyér, a szerelem és egy fegyver: regény – Vilnius: Väga, 1965

- Mikasz Pupkusz, a Nagy Vadász: elbeszélések – Vilnius: Väga, 1973 (magyarul 1980)

- Kodėlčius: kisregény – Vilnius: Väga, 1974

- Mol Motiejus – az emberek, a király: narratíva – Vilnius: Väga, 1978

- A csoport barátok: regény – Vilnius: Väga, 1979

- Zvídálek povídečky: jaunesniam tanköteles korúaknak – Vilnius: Väga, 1979

- Šermukšnių eső: regény – Vilnius: Väga, 1980

- Van egy párt: újságcikkek – Vilnius: Väga, 1980

- Utolsó büntetés-kor: regény – Vilnius: Väga, 1987

- Tizenhat: regény – Vilnius: Väga, 1987

- Die Abenteuer des Jäger Mikas PUPKA: történetek – Vilnius: Vyturys, 1989. (németül)

- Hogyan született a mumus: – Vilnius: Väga, 1990

- Abra kadabra: vicces történetek – Vilnius: Velde, 1991 – 2 kn.

- Durnius hajó: a politika arca – Vilnius: Iránymutatások, 2003

- Durniškės: a politika arca: "Durnius hajó" (folytatás) – Vilnius: Politika, 2006